# MYDGF
MYDGF (англ. Myeloid derived growth factor) – білок, який кодується однойменним геном, розташованим у людей на короткому плечі 19-ї хромосоми. Довжина поліпептидного ланцюга білка становить 173 амінокислот, а молекулярна маса — 18 795.
| 10         |  | 20         |  | 30         |  | 40         |  | 50         |
| ---------- |  | ---------- |  | ---------- |  | ---------- |  | ---------- |
| MAAPSGGWNG |  | VGASLWAALL |  | LGAVALRPAE |  | AVSEPTTVAF |  | DVRPGGVVHS |
| FSHNVGPGDK |  | YTCMFTYASQ |  | GGTNEQWQMS |  | LGTSEDHQHF |  | TCTIWRPQGK |
| SYLYFTQFKA |  | EVRGAEIEYA |  | MAYSKAAFER |  | ESDVPLKTEE |  | FEVTKTAVAH |
| RPGAFKAELS |  | KLVIVAKASR |  | TEL        |  |            |  |            |

A: Аланін

C: Цистеїн

D: Аспарагінова кислота

E: Глутамінова кислота

F: Фенілаланін

G: Гліцин

H: Гістидин

I: Ізолейцин

K: Лізин

L: Лейцин

M: Метіонін

N: Аспарагін

P: Пролін

Q: Глутамін

R: Аргінін

S: Серин

T: Треонін

V: Валін

W: Триптофан

Задіяний у таких біологічних процесах, як апоптоз, ангіогенез. 
Секретований назовні.